# Елм Сити (Северна Каролина)
Елм Сити (енгл. Elm City) град је у америчкој савезној држави Северна Каролина.

## Демографија
По попису из 2010. године број становника је 1.298, што је 133 (11,4%) становника више него 2000. године.
| Група             | 2000.       | 2010.       |
| Белци             | 500 (42,9%) | 500 (38,5%) |
| Афроамериканци    | 628 (53,9%) | 728 (56,1%) |
| Азијати           | 0 (0,0%)    | 1 (0,1%)    |
| Хиспаноамериканци | 30 (2,6%)   | 52 (4,0%)   |
| Укупно            | 1.165       | 1.298       |